# Konsumtion (juridik)
Konsumtion i straffrätt innebär att en brottslig handling anses ingå i ett annat brott, och därför inte leder till lagföring eller dom i sig själv, enligt principen om  ne bis in idem ("icke två gånger i samma sak"). Till exempel kan ett rån konsumera brott mot knivlagen, vapenbrott, olaga hot, olaga tvång, misshandel, eller grov stöld, om åklagaren eller rätten anser handlingarna vara moment i rånet.
Motsatsen är brottskonkurrens.